# Сургут (аеропорт)
Аеропорт Сургут, також Аеропорт Сургут Північний (IATA: SGC, ICAO: USRR) - цивільний аеропорт в Ханти-Мансійському автономному окрузі, Росія розташований за 10 км на північ від Сургута.
Аеропорт є хабом для:
- Utair

## Приймаємі типи повітряних суден
Ан-12, Ан-24, Ан-26, Ан-28, Ан-30, Ан-32, Ан-72, Ан-74, Ан-140, Ан-148, Ил-62, Ил-76, Л-410, Ту-134, Ту-154, Ту-204, Ту-214, Як-40, Як-42, Airbus A319, Airbus A320, ATR 42, ATR 72, Boeing 737, Boeing 757, Bombardier CRJ 100/200, Embraer EMB 120 Brasilia, Embraer ERJ-145, Embraer E-190, Sukhoi Superjet 100, SAAB 2000 і більш легкі, вертольоти всіх типів.

## Авіалінії та напрямки, листопад 2020
| Авіакомпанія         | Пункт призначення |
| -------------------- | --- |
| Aeroflot             | Москва-Шереметьєво |
| Angara Airlines      | Новосибірськ, Томськ |
| Avia Traffic Company | Бішкек, Ош |
| NordStar             | Красноярськ-Ємельяново, Томськ |
| Pegas Fly            | Сезонний чартер: Камрань, Пхукет |
| Pobeda               | Махачкала, Москва-Внуково |
| Rossiya Airlines     | Ст Петербург |
| S7 Airlines          | Новосибірськ |
| Ural Airlines        | Москва-Домодєдово, Уфа |
| Utair                | Баку, Бєлоярськ, Іркутськ, Худжанд, Краснодар, Красноярськ-Ємельяново, Курган, Москва-Внуково, Нижній Новгород, Новосибірськ, Омськ, Перм, Ст Петербург, Томськ, Тюмень, Уфа, Єкатеринбург Сезонний: Анапа, Геленджик, Махачкала, Мінськ, Самара, Сочі, Ташкент, Єреван |
| UVT Aero             | Бугульма, Казань |
| Yamal Airlines       | Ігарка, Тюмень |

## Ресурси Інтернету
- Офіційний сайт аеропорту Сургут
- Розклад вилетів з аеропорту
- Аеропорт Сургут у довіднику Aviapages.ru